# Rui Fernandes de Almada
Rui Fernandes de Almada (fl. 1512–1537), fidalgo da casa d'el-rei D. João III de Portugal e do seu conselho, exerceu importantes funções diplomáticas de administração financeira, entre as quais a direção da Feitoria Portuguesa de Antuérpia e de agente financeiro da Coroa portuguesa na Flandres.

## Biografia
Viveu largos anos na Flandres, onde exerceu o cargo de feitor da Feitoria Portuguesa de Antuérpia, encarregado da venda das especiarias e outros géneros que as armadas reais traziam do Oriente. Mais tarde foi embaixador junto da Corte de França.